# Liste des évêques de Montefeltro
Le diocèse de Montefeltro est un diocèse italien situé en Émilie-Romagne, suffragant de l'archidiocèse de Ravenne-Cervia, avec siège à Pennabilli. 
Le diocèse est fondé au IXe siècle avec siège à San Leo. En 1977 le nom a été changé en diocèse de San Marino-Montfeltro.

## Évêques de Montefeltro
- Agathon † (826)
- Étienne † (853 - 861)
- Maxime † (877)
- Jean Ier † (880 - 885)
- Arduino † (1015 - 1044)
- Andolphe † (1053 - 1074)
- Gebizone † (1075 - 1079)
- Pietro Carpegna † (1125)
- Arnold † (1140 - 1154)
- Gualfredo ou Valfrero † (1172)
- Albert † (1206 - 1208)
- Jean II † (1218 - 1221)
- Roland † (1222 - 1229)
- Ugolino de Montefeltro † (1232 - 1252)
- Jean III † (1252 - 1275)
- Robert de Montefeltro † (1282 - 1284)
- Liberto ou Uberto † (1286 - 1311)
- Benvenuto † (1318 - 1347)
- Claro Peruzzi † (1349 - 1375)
- Pietro, O.S.A. ? † (1378 - 1385 ?)
  - Pino degli Ordelaffi † (1386) (illégitime)
  - Luca Contraguerra † (1388) (illégitime)
- Benedetto di Salnucio † (1390 - 1408)
- Giovanni Seclani, O.F.M. † (1409 - 1444)
- Francesco da Chiaravalle † (1445 - 1450)
- Giacomo Teobaldi † (1450 - 1456)
- Andrea † (1456 - 1458)
- Corrado Marcellino † (1458 - 1458)
- Giacomo da Foglia † (1458 - ?)
- Roberto degli Adimari † (1459 - 1484)
- Celso Mellini † (1484 - 1498)
- Luca Mellini † (1498 - 1507)
- Antonio Castriani † (1507- 1510)
- Paolo Alessandri degli Strabuzzi † (1510 - 1538)
- Ennio Filonardi † (1538 -  1549)
- Ennio Massari † (1549 - 1565)
  - Carlo Visconti † (1565 - 1565) (administrateur apostolique)
- Gianfrancesco Sormani †(1567 - 1601)
- Pietro Cartolari † (1601 - 1607)
- Consalvo Duranti † (1607 - 1643)
- Bernardino Scala † (1643 - 1667)
- Antonio Possenti (1667 - 1671)
- Giacomo Buoni (1672 - 1678)
- Bernardino Belluzzi (1678- 1702)
- Pietro Valerio Martorelli (1703 - 1724)
- Flaminio Dondi,(1724 - 1729)
- Giovanni Crisostomo Calvi, (1729 - 1747)
- Sebastiano Bonaiuti (1747 - 1765)
- Giovanni Pergolini (1765 - 1777)
- Giuseppe Maria Terzi (1777 - 1803)
- Antonio Begni (1804 - 1840)
- Antonio Benedetto Antonucci (1840 - 1842)
- Salvatore Leziroli (1842 - 1845)
- Martino Caliendi (1845 - 1849)
- Crispino Agostinucci (en) (1849 - 1856)
- Elia Antonio Alberini (de), (1856 - 1860)
- Luigi Mariotti (1860 - 1890)
- Carlo Bonaiuti (1890 - 1896)
- Alfonso Andreoli (1896 - 1911)
- Raffaele Santi (1912 - 1940)
- Vittorio De Zanche (1940 - 1949)
- Antonio Bergamaschi (it) (1949 - 1966)

## Évêques de San Marino -
- Giovanni Locatelli (it) (1977 - 1988)
- Mariano De Nicolò (it) (1989 - 1995)
- Paolo Rabitti (1995 - 2004)
- Luigi Negri (2005 - 2012)
- Andrea Turazzi depuis le 30 novembre 2013[1]

## Sources
- Fiche du diocèse du catholic-hierarchy